# Bathyblennius antholops
Bathyblennius antholops és una espècie de peix de la família dels blènnids i de l'ordre dels perciformes.

## Morfologia
- Els mascles poden assolir 5,4 cm de longitud total.[1][2]

## Reproducció
És ovípar.

## Hàbitat
És un peix marí de clima tropical que viu entre 10 -128 m de fondària.

## Distribució geogràfica
Es troba al golf de Guinea.